# Амерички златни штиглић
Амерички златни штиглић (лат. Spinus tristis) је птица Северне Америке у породици зебе. Птица селица је, креће се од средине Алберте до Северне Каролине током сезоне парења и јужно од канадско–америчке границе до Мексика током зиме.
Једина је зеба у својој подфамилији која је прошла потпуно митарење, показује полни диморфизам: мужјак је жуте боје лети и боје маслине зими, док је женка жуто–смеђе нијансе која мало посветљује током лета. Мужјак садржи перје јарких боја током сезоне парења како би привукао партнера.
Амерички златни штиглић је прилагођен за исхрану семенских главица, са стожастим кљуном за уклањање семена и за хватање стабљика семенских главица. Такође је познато да се храни зељем репе. Представља друштвену птицу и окупља се у велика јата док се храни и сели. Може се понашати територијално током изградње гнезда, али ова агресија је краткотрајна. Његова сезона парења је везана за снабдевање храном, који почиње крајем јула, што је релативно касно у години за зебе. Ова врста је углавном моногамна и производи једно легло сваке године.
Људска активност је генерално користила америчкој златној штиглићи. Често се налази у стамбеним подручјима, привучена хранилицама за птице које повећавају стопу преживљавања у тим подручјима. Дефорестација ствара отворена ливадска подручја која су његово омиљено станиште.

## Таксономија
Амерички златни штиглић је био један од многих врста које је Карл фон Лине првобитно описао у 10. издању Systema Naturae 1758, где ју је класификовао у род Fringilla. Касније је стављен у род Spinus, групу која садржи чешљугаре. Године 1976. Spinus је додат роду Carduelis као подрод. Недавне студије су оживеле род Spinus. Његови најближи сродници су S. psaltria, S. lawrencei и Pine siskin. Иако дели име са чешљугаром, њих две су у одвојеним родовима и нису блиско повезане. Carduelis је изведено од carduus, латинске речи за чкаљ и tristis, латинске речи за тужан. Постоје четири признате подврсте америчког златног штиглића:
- S. t. tristis је најчешћа подврста. Његов летњи распон је од јужне Канаде до Колорада и источно до Каролине. Његов зимски распон је од јужне Канаде на југу до Флориде и централног Мексика.[5]
- S. t. pallidus се разликује од осталих подврста по бледој боји тела и белим ознакама. Нешто је већи од C. t. tristis. Летњи распон је од Британске Колумбије до западног Онтарија, јужно до Колорада и западно до Орегона. Зими се распон протеже од јужне Канаде и северне Калифорније, јужно до Мексика.[5]
- S. t. jewetti је мања и тамнија од осталих подврста. Јавља се на обалним падинама Каскадних планина од јужне Британске Колумбије до централне Калифорније, преклапајући се са распоном C. t. pallidus.[5]
- S. t. salicamans се јавља западно од Сијера Невада, распон током лета му је централна и јужна Доња Калифорнија и пустиња Колорадо зими.[6] Перје оба пола је зими смеђије од осталих подврста.[5]

Чини се да је ово најстарија постојећа врста мезоамеричког Spinus/Carduelis еволутивног зрачења, чија је родитељска врста Spinus lawrencei.

## Опис
Амерички златни штиглић је мала зеба, дугачак 11—14 cm, са распоном крила 19—22 cm. Тежак је између 11—20 g. Међу стандардним мерењима, акорд крила је 65—78 cm, реп је 42—51 cm, кљун је 9—11 cm, а тарзус 12—14 cm. Кљун је мали и розе боје већине године, али постаје јарко наранџаст са пролећним лињањем код оба пола. Облик и величина кљуна помажу у екстракцији семена глава чичка, сунцокрета и других биљака.
Амерички златни штиглић пролази кроз митарење на пролеће и јесен. Једина је из врсте чешљугара која се митари два пута годишње. Током зимског митарења одбацује сво перје, а на пролеће одбацује све осим перја крила и репа, који су код женки тамносмеђи, а код мужјака црни. Ознаке на перју остају кроз свако митарење, са пругама на крилима и белим испод и на ивицама репа. Полни диморфизам је изражен у боји перја посебно након пролећног митарења, када је светла боја летњег перја мужјака потребна за привлачење партнера.
Када се пролећно митарење заврши, тело мужјака је лимунасто жуте боје коју производе пигменти каротеноида из биљног материјала у исхрани. Женка је углавном смеђа, са доње стране светлија са жутим пругама. Након јесењег митарења, светло перје је замењено сувопарним, које одоздо постаје бледо мркожуто, а одозго маслинастосмеђе, са бледо жутим лицем и грудима. Јесење перје је скоро идентично код оба пола, али мужјак има жуте мрље на раменима. У неким зимским распонима губе све трагове жуте боје, постајући претежно средње жутосмеђе–сиве боје са маслинастим нијансама видљивим само изблиза.
Незрели амерички златни штиглић има тамно браон леђа, а доња страна је бледожута. Рамена и реп су мутно црне боје са ознакама на крилима и задњици. Ова боја је иста код оба пола.
Вокализација птица је серија музичких звукова и твитера, често са дугачком нотом. Звук tsee-tsi-tsi-tsit производе у лету, као и per-chic-o-ree. Док женка инкубира јаја, она дозива свог партнера непрекидним звуком tee-tee-tee-tee-tee. Млади почињу да користе chick-kee или chick-wee мало пре добијања перја, који користе све док потпуно не напусте гнездо. Постоје два одбрамбена позива које одрасли упућују током гнежђења: позив sweet за окупљање штиглића у гнездо и одвлачење пажње предатора и bearbee који сигнализирала младунцима да се утишају и сакрију у гнезду како би били мање уочљиви.

## Распрострањеност и станиште
Амерички златни штиглић преферира коров, попут њива, ливада, поплавних равница, као и места поред путева, воћњака и вртова. Може се наћи у отвореним листопадним биљкама, приобалним шумама и подручјима секундарног раста. Ово преферирање станишта се наставља током пролећне и јесење миграције.
Летњи ареал се протеже широм Северне Америке од обале до обале. На северу је ограничена Саскачеваном и протеже се јужно преко Северне Америке до источне обале Северне Каролине и западне обале северне Калифорније. Амерички златни штиглић је селица на кратке удаљености, који се креће према југу као одговор на хладније време и смањену понуду хране. Миграција се завршава у компактним јатима.
Његово зимско подручје обухвата јужну Канаду и протеже се јужно кроз Сједињене Америчке Државе до делова Мексика. Зими се може приближити хранилицама за птице ако су доступне. У јужним подручјима, током зиме, остају на подручјима попут поља и поплавних равница у којима живе током летњих месеци.
Покушано је увођење америчког златног штиглића на Бермуде у 19. веку и Тахити 1938. године, али се врста није успела успоставити ни на једном месту.

## Понашање
Амерички златни штиглић лети препознатљиво, стварајући путању у облику таласа што се обично састоји од низа удараца крилом при узлетању, затим пресавијања крила и слетање у луку пре понављања. Птице се често оглашавају током фазе узлетања, а затим ћуте током фазе слетања. Звуци током лета су per-twee-twee-twee или ti-di-di-di, са прекидима. Амерички златни штиглић комуницира са неколико различитих вокализација, укључујући и po-ta-to-chip.
Амерички златни штиглић није агресиван према предаторима на својој територији, његова једина реакција су звуци упозорења. Предатори укључују змије, ласице, веверице и плаве шојке, које могу уништити јаја или убити младе, те соко и мачке који представљају претњу и за младе и за одрасле. Најстарији познати амерички златни штиглић је имао десет година и пет месеци.

### Социјалност
Амерички златни штиглић је друштвен током сезоне неразмножавања, када се често налази у великим јатима, обично са другим зебама. Друштвена хијерархија, мерена према томе колико агресивних сусрета сваки појединац добије, тежи да мужјак буде доминантан у сезони без парења. Током сезоне парења, ова зеба живи у растреситим колонијама. Док се гнездо гради, мужјак се понаша агресивно према другим мужјацима који му упадну на територију, терајући их, а женка на исти начин реагује према другим женкама. Ова агресивност нестаје након полагања јаја. Друштвена хијерархија у сезони парења генерално има женску доминацију над мужјаком. Доминација се може променити на основу вредности ресурса. Студија објављена 1987. године је открила да су изгладнеле подређене птице понекад биле доминантне око приступа хранилиштима.
Амерички златни штиглић показује степен агресије кроз више приказа: блага агресија где су врат и ноге благо испружени и агресија спремна за напад противника где има увучен врат и подигнути кљун. При већим интензитетима врат се спушта, кљун је уперен у противника, а једно или оба крила су подигнута. У екстремним случајевима, врат се увлачи, кљун се отвара, тело пера увија, а реп се рашири и благо подиже. Агресија се такође показује тако што се предњи део тела приказује другој особи. Напади укључују кљуцање перја, истискивање противника слетањем поред њега и вертикално летење са испруженим ногама и стопалима, отвореним кљуновима и испруженим вратовима. Понашање избегавања укључује показивање само бочних делова тела агресору, нагињање, савијање ногу, увлачење врата и усмеравање кљуна надоле.

### Узгој
Амерички златни штиглић почиње своју сезону размножавања касније у току године од било које друге зебе и касније од било које друге домородачке северноамеричке птице што може бити повезано са обиљем семена у касним летњим месецима, јер семенке представљају већину њихове исхране.
Ритуали удварања укључују ваздушне маневре и певање мужјака, који удварање почињу крајем јула. Прикази лета почињу док мужјак јури женку која лети. Мужјак може сигнализирати свој квалитет и способност, краткорочно (тренутно стање тела) и дугорочно (гени), украшавањем (боја кљуна и перје). Ако женка прихвати мужјака за партнера летеће у широким круговима, док мужјак током целог лета цвркуће.
Када мужјак нађе партнера, он бира територију, означавајући границе цвркутом. Након што је заокружио периферију, он изводи два приказа лета, први низак, раван лет, затим летећи високо, привијајући крила уз тело, падајући према земљи и ширећи крила. Два или три пара могу груписати своје територије у лабаву колонију, као помоћ у одбрани од предатора.
Гнездо гради женка крајем лета у гранама листопадног грма или дрвета на висини до 10 метара. Градња гнезда траје отприлике шест дана, а за то време женка ради по 10—40 минута. Мужјак често лети са женком док она сакупља материјале за гнежђење, и иако може понети неке материјале назад у гнездо, оставља конструкцију женки. Гнезда су изграђена од корова, винове лозе и траве. Унутрашњи пречник готовог гнезда је око 65 cm. Ивица је ојачана кором повезана пауковом мрежом и гусеничном свилом, обложена биљкама, чичком или репицом. Гнездо је чврсто тако да може задржати воду, а могуће је и да се младунци утопе након кише ако родитељи не покрију гнездо.
Амерички златни штиглић снесе четири до шест плавичасто–белих јаја, овалног облика око 16 mm × 12 mm, отприлике величине кикирикија. Сматра се да се jaja полажу током ноћи. Инкубира их само женка, иако мужјак доноси храну док се гнезди, а већина парова за парење узгаја само једно легло сваке године.
Млади се излећу 12—14 дана након почетка инкубације. Као и све птице певачице, млади су голи, са црвенкастим телима, бледосивим доле и затворених очију. Мајка храни своје младе док расту семеном и инсектима. Младунци се брзо развијају, отварају очи након три дана и завршавају раст маслинастосмеђим перјем након 11—15. дана, када почињу да вежбају кратке летове близу гнезда. До три недеље након изласка, још увек их храни мужјак, који их лоцира слушајући њихов нови звук. Млади престају да се јављају када постану потпуно независни.
Амерички златни штиглић је повремено жртва легла паразита, посебно Brown-headed cowbird. Једно истраживање је открило да је 9% гнезда у себи садржало њихова јаја. Избегавају паразитизам делом због касне сезоне парења. Амерички златни штиглић је веома лош домаћин паразита у леглу, студије показују ниске стопе излегања јаја Brown-headed cowbird и без већег успеха. Упркос недостатку познатих адаптација, ово представља понашање против паразита легла. Сматра се да је неспособност младих Brown-headed cowbird да преживе последица недостатка довољне исхране. Исхрана младих америчких златних штиглића је богата семеном и разликује се од уобичајене исхране других домаћина богате инсектима.

### Храњење
Према лабораторији за орнитологију Корнела, амерички златни штиглић је врста једна од најстрожих вегетаријанаца у свету птица. Углавном је предатор семена, али се повремено храни инсектима и њеним младима како би обезбедили протеине. Његова исхрана се састоји од семена великог броја једногодишњих биљака, често корова, трава и дрвећа, као што су чичак, маслачак, амброзија, дивизма, космос, трагопоган, сунцокрет и јова. Такође се храни пупољцима дрвећа, јаворовим соком и бобицама, као и помоћу хранилице за птице које обезбеђују људи, посебно у зимским месецима, преферирајући семе нигера.
За разлику од неких врста зеба, амерички златни штиглић често користи стопала у исхрани. Често виси са главица семена током храњења како би лакше дошао до семена. На пролеће се храни ресама које висе са брезе и јове. Ова спретност омогућава му да искористи изворе хране релативно недоступне потенцијалним конкурентима, повећавајући његове шансе за преживљавање.

## Однос са људима
Амерички златни штиглић се налази у стамбеним подручјима у читавом свом опсегу. У дворишту га привлаче хранилице за птице које садрже семе нигера, садња траве и вишегодишњих биљака, као што су циније, космос, монарда или Echinops, које производе главице семена које фаворизују зебе.
Амерички златни штиглић није угрожен људским активностима и распрострањен је по читавом свом подручју. Чишћење шума од стране људи, иако штетно за многе врсте, је користило америчком златном штиглићу. Крчење шума узрокује пад броја селица што користи америчкој златној штиглићи јер се стварају отворена подручја где буја коров који производи примарни извор њихове хране.

## Државна птица
Амерички златни штиглић је државна птица Ајове и Њу Џерзија, где је зову источна, и Вашингтона, где је зову штиглић. Изабрали су га школарци у Вашингтону 1951. године.